# PEAP
PEAP (англ. Protected Extensible Authentication Protocol, Защищённый Расширяемый Протокол Аутентификации) — протокол инкапсулирующий Extensible Authentication Protocol (EAP) внутри Transport Layer Security (TLS) туннеля. Предназначен для усиления стойкости EAP, который предполагает, что физический канал защищён и не применяет специальных мер для защиты обмена.
PEAP разработан совместно Cisco Systems, Microsoft Corporation и RSA Data Security.
Сам по себе PEAP не определяет метод аутентификации, а только создаёт инфраструктуру для их функционирования. Наиболее широко PEAP используется совместно с такими методами аутентификации, как EAP-MSCHAPv2 и EAP-GTС (EAP-GTS).